# На оръжие (вестник)
„На оръжие“ е хектографски вестник на Вътрешната македоно-одринска революционна организация, издаван в Битоля.
Вестникът излиза почти едновременно с първия хектографиран вестник на ВМОРО „Въстаник“, издаван от Даме Груев в Солун в 1894 година.
„На оръжие“ се редактира от Васил Пасков и Михаил Герджиков (с псевдоним Тодор Луканов) с помощта на ученическия кръжок в българската класическа гимназия, в който влизат Георги Баждаров, Христо Силянов, Тале Христов, Търпен Марков, Лазар Москов и други. Пере Тошев и Гьорче Петров също подпомагат изданието. От вестника са издадени общо девет броя в тираж 50-60 бройки.